# Leśnictwo (Jodłówka Tuchowska)
Leśnictwo – część wsi Jodłówka Tuchowska w Polsce, położona w województwie małopolskim, w powiecie tarnowskim, w gminie Tuchów. 
W latach 1975–1998 Leśnictwo administracyjnie należało do województwa tarnowskiego.